# Гурезь-Пудгинське сільське поселення
Гуре́зь-Пу́дгинське сільське поселення — колишнє муніципальне утворення у складі Вавозького району Удмуртії, Росія. Адміністративний центр — присілок Гурезь-Пудга.
Розформоване 9 травня 2021 року законом Удмуртської Республіки за 26 квітня 2021 року № 30-РЗ через переформування муніципального району на муніципальний округ.
Населення становить 1444 особи (2019, 1513 у 2010, 1534 у 2002).
Голова:
- 2008–2012 — Макаров Микола Олександрович

До складу поселення входять такі населені пункти:
| Населений пункт        | Населення, осіб (2002) | Населення, осіб (2010) |
| ---------------------- | ---------------------- | ---------------------- |
| Барміно, присілок      | 5                      | 0                      |
| Васькино, присілок     | 2                      | 4                      |
| Велика Док'я, присілок | 14                     | 14                     |
| Гурезь-Пудга, присілок | 500                    | 525                    |
| Зяглуд-Какся, присілок | 321                    | 316                    |
| Кам'яний Ключ, село    | 109                    | 129                    |
| Малий Зяглуд, присілок | 65                     | 58                     |
| Малиновка, присілок    | 21                     | 19                     |
| Пужмоїл, присілок      | 33                     | 23                     |
| Сер'я, присілок        | -                      | 6                      |
| Уйо-Док'я, присілок    | 234                    | 220                    |
| Четкер, присілок       | 34                     | 18                     |
| Яголуд, присілок       | 188                    | 181                    |

В поселенні діють 3 школи (початкова — Уйо-Док'я, основна — Кам'яний Ключ, середня — Велика Гурезь-Пудга), 2 дитячих садочки (Велика Гурезь-Пудга «Колосок», Зяглуд-Какся), 4 фельдшерсько-акушерських пункти (Велика Гурезь-Пудга, Зяглуд-Какся, Уйо-Док'я, Яголуд), 4 сільських клуби (Велика Гурезь-Пудга, Зяглуд-Какся, Кам'яний Ключ, Яголуд), 2 бібліотеки (Велика Гурезь-Пудга, Зяглуд-Какся), ветеринарний пункт (Кам'яний Ключ), музей Кузебая Герда (Велика Гурезь-Пудга, філіал районного краєзнавчого музею).
Серед підприємств працюють 3 СПК (колгоспи) — «Луч», «Гордість Жовтня», «Кам'яний Ключ».